# Comisión de Peticiones del Senado de España
La Comisión de Peticiones del Senado de España es la comisión permanente que se encarga de tramitar todas aquellas interpelaciones que se hagan a la cámara alta en virtud del artículo 29 de la Constitución, que otorga a los ciudadanos el Derecho de Petición. Está regulada en el Título XI del Reglamento del Senado. Actualmente está presidida por la senadora por Jaén, Micaela Navarro.
Al igual que la Comisión de Peticiones del Congreso, la comisión de la cámara alta se creó en 1838. Desde sus orígenes ha diferido de su homóloga en el Congreso en lo relativo a su composición, estando formada por el presidente del Senado y la Secretaría del Senado originalmente y actualmente teniendo una composición común al resto de comisiones senatoriales, mientras que en el Congreso su composición es muy reducida.

## Procedimiento
La Comisión de Peticiones se encarga de estudiar todas y cada una de las peticiones, ya sean individuales o colectivas, que lleguen a la cámara territorial. Una vez examinadas y estudiadas, la comisión tiene cuatro opciones:
1. Trasladársela a:
  1. Una Comisión.
  2. Los Grupos Parlamentarios.
2. Remitir la petición al órgano competente, que puede ser:
  1. El Congreso de los Diputados, al Gobierno, a los Tribunales, al Ministerio Fiscal, a la Comunidad Autónoma, Diputación, Cabildo, Ayuntamiento o autoridad que corresponda.
3. Elevar al Pleno del Senado una moción que asuma el contenido de una de estas peticiones.
4. Archivar la petición.

Sea cual sea la decisión de la comisión, ésta debe ser comunicada al peticionario.

## Composición actual
| Mesa de la Comisión | Mesa de la Comisión | Mesa de la Comisión        | Mesa de la Comisión        | Mesa de la Comisión             | Mesa de la Comisión             | Mesa de la Comisión                      | Mesa de la Comisión             |
| Presidente | Presidente | Vicepresidente primero     | Vicepresidente primero     | Vicepresidente segundo          | Vicepresidente segundo          | Secretario primero                       | Secretario segundo              |
| --- | --- | -------------------------- | -------------------------- | ------------------------------- | ------------------------------- | ---------------------------------------- | ------------------------------- |
| Micaela Navarro (PSOE) | Micaela Navarro (PSOE) | Julio García Moreno (PSOE) | Julio García Moreno (PSOE) | Sebastián González Vázquez (PP) | Sebastián González Vázquez (PP) | Manuel Miranda Martínez (PSOE)           | Carlos Floriano (PP)            |
| Miembros de la Comisión | |                            |                            |                                 |                                 |                                          |                                 |
| Grupo Socialista | Grupo Popular | Grupo ERC-EH Bildu         | Grupo Ciudadanos           | Grupo Vasco                     | Grupo Nacionalista              | Grupo Izquierda Confederal               | Grupo Mixto                     |
| - María Blanca Gómez Serra - María Margarita Peregrina Adrio Taracido - Ana María Agudíez Calvo - Cosme Bonet Bonet - José Cepeda - Miguel Carmelo Dalmau Blanco - María del Pilar Delgado Díez - María Fernández Álvarez - María Isabel Fernández Gutiérrez - Pilar Llop - Antonio Magdaleno Alegría - Ramón Morales Quesada | - Antonio Serrano Aguilar - Vicente Azpiarte Pérez - José Julián Gregorio - Gerardo Martínez Martínez - Javier Santiago Vélez | - Josep Rufà Gràcia        | - Tomás Marcos             | - Juan Carlos Medina Martínez   | - Carles Mulet García           | - Luis Jesús Uribe-Etxebarria Apalategui | - José Miguel Fernández Viadero |
| Fuente: | |                            |                            |                                 |                                 |                                          |                                 |